# Lotnisko Courchevel
Lotnisko Courchevel (fr. Altiport de Courchevel) – francuskie lotnisko położone w kurorcie narciarskim Courchevel w regionie Savoie (gmina Saint-Bon-Tarentaise), we francuskich Alpach. Najwyżej położone lotnisko w Europie.
Ze względu na wysokość i położenie w pobliżu szczytów górskich oraz krótki pas startowy jest uznawany za jeden z najtrudniejszych do lądowania i najniebezpieczniejszych portów lotniczych świata.
Lotnisko ma pas startowy, którego przeciwległe końce znajdują się na różnych wysokościach. Najniższy punkt jest na wysokości 1942 m n.p.m., a najwyższy na wysokości 2006 m n.p.m. Dodatkowo pas nie ma jednolitego stopnia nachylenia, ale jest „pofalowany”, „złamany” w dwóch miejscach, co powoduje, że ma 3 odcinki o różnym stopniu nachylenia: 12,5% na długości 134 m, 18,66% na długości 280 m oraz 0,45% na długości ostatnich 123 m.

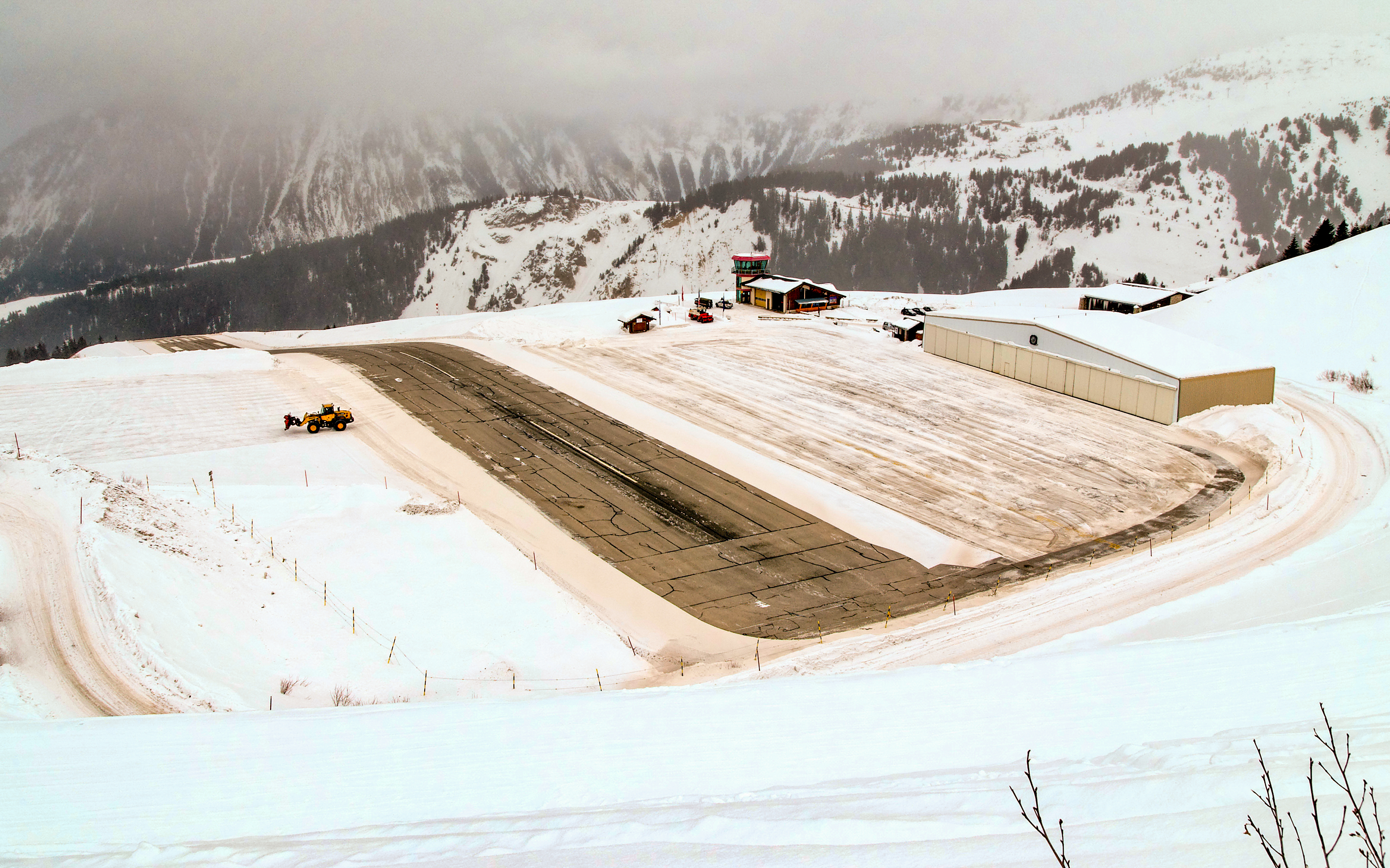
Altiport de Courchevel zimą